# Noviziat

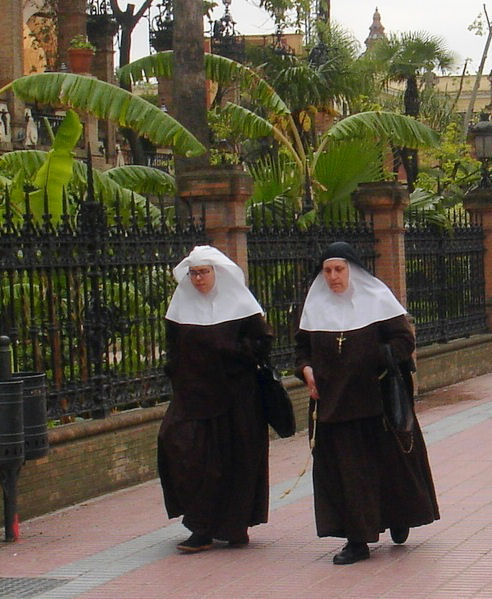
Nonnen in Sevilla. Die Novizin ist am weißen Schleier erkennbar.

Das Noviziat (von lateinisch novicius, ‚Neuling‘) ist die Zeit der Ausbildung, in der jemand, der neu in eine christliche Ordensgemeinschaft eingetreten ist, sich in der Ausbildung und Vorbereitung auf die zeitlichen Ordensgelübde befindet. Die neu in die Gemeinschaft Aufgenommenen werden als Novize, beziehungsweise Novizin, bezeichnet (veraltend ist Novize auch als Femininum gebräuchlich).

## Eigenschaften
Diese Bezeichnung geht vermutlich auf die Regel des hl. Benedikt zurück, in der es in Kap. 58, 1 heißt: 

„Noviter veniens quis ad conversationem, non ei facilis tribuatur ingressus (Kommt einer neu und will das klösterliche Leben beginnen, werde ihm der Eintritt nicht leicht gewährt.) RB 58,1“

 Im Noviziat wird der Novize durch die Gemeinschaft geprüft, ob er dazu berufen ist, die Ordensgelübde (in der Regel die drei evangelischen Räte Armut, Ehelosigkeit und Gehorsam) zu halten und die Fähigkeit und Neigung hat, im Orden und der konkreten Gemeinschaft zu leben. Desgleichen ist der Novize dazu aufgerufen, sich selbst zu prüfen und den Orden möglichst gut kennenzulernen, um eine vor Gott, dem eigenen Gewissen und den Oberen verantwortete Entscheidung für oder gegen die Ablegung der Profess zu treffen.

## Antike
Im vierten Buch seiner Schrift Von den Einrichtungen der Klöster, die das abendländische Ordenswesen stark beeinflusste, berichtete Johannes Cassianus († 435) darüber, wie die ägyptischen Wüstenväter Novizen aufnahmen: Vor der Aufnahme mussten Postulanten wenigstens zehn Tage an der Pforte warten und alle vorübergehenden Brüder um Aufnahme anflehen. Sie dürfen kein Geld mitbringen. Sie erhalten Kleidung vom Kloster und müssen die alte abgeben. Sie dürfen nicht heimlich das Kloster verlassen. Novizen wohnen zunächst ein Jahr lang im Klostervorhof und betreuen Fremde und Reisende. Ein Novizenmeister muss dem Neuling absichtlich Dinge befehlen, die Selbstüberwindung verlangen. Novizen dürfen ihrem Betreuer keine Gedanken verheimlichen. Ohne Erlaubnis des Vorgesetzten dürfen Novizen ihre Zellen nicht verlassen. Die weiteren Vorschriften (§§ 11 ff.) galten allen Brüdern gemeinsam und nicht speziell für Novizen.

## Rechtliche Grundlagen
Das Noviziat beginnt meist mit der Einkleidung und endet mit der ersten Profess. Der Zulassung zur zeitlichen Profess geht die formelle Abstimmung aller Professen oder des Rates über den Novizen voraus.
Nach den Bestimmungen des kanonischen Rechtes muss das Noviziat mindestens ein (sogenanntes „kanonisches“) Jahr dauern, und es darf um nicht mehr als ein weiteres Jahr verlängert werden (648, § 3  CIC). Dem Noviziat geht meistens, aber nicht notwendigerweise ein Postulat oder eine Kandidatur voraus, bei dem die Bewerber innerhalb eines Zeitraums, der von einigen Monaten bis zu zwei Jahren dauern kann, das Ordensleben in der Gemeinschaft kennenlernen können. Der CIC legt im Einzelnen fest, unter welchen Bedingungen ein Kandidat gültig ins Noviziat eintreten kann (645-648  CIC) und welche rechtlichen Hindernisse dem möglicherweise entgegenstehen (642  CIC). So dürfen Kandidaten nicht kirchlich gültig verheiratet sein, was für staatlich geschiedene Eintrittskandidaten, deren Ehe kirchlich weiterhin rechtlich besteht, ein Problem darstellt.

## Gestaltung
Die Novizen erhalten Unterricht durch einen Novizenmeister oder ein sonst dazu bestelltes Mitglied des Konvents, das die feierliche Profess vor längerer Zeit abgelegt hat. Zum Unterricht im Noviziat gehört beispielsweise ein grundlegendes Studium der Bibel, der Kirchenväter sowie Kirchen- und Ordensgeschichte. Im Besonderen befasst sich der Unterricht im Noviziat mit der Spiritualität des Ordenslebens und der Ordensgelübde. Der Novize soll die Ordensregel kennenlernen und verinnerlichen. Ferner erhält der Novize Hilfen für das Einüben in das Gebet und die Liturgie, das Schweigen, die Askese und die verschiedenen Meditationsformen und eventuell Sprachunterricht. Bei den Jesuiten kann auch eine wochenlange Wanderung ohne Geld zur Pflicht gemacht werden, in der die Novizen um Nahrung und Unterkunft bitten lernen.
Dauert das Noviziat länger als ein Jahr, ist das erste das kanonische Jahr, in dem der Novize das Kloster in der Regel nicht verlässt und eine möglichst große Zurückgezogenheit angestrebt wird. Im zweiten Jahr können dann Praktika anschließen, um beispielsweise verschiedene Berufsfelder oder auch verschiedene Konvente innerhalb des Ordens kennenzulernen.